# Poua de la Noguera
La Poua de la Noguera és una obra de Castellterçol (Moianès) inclosa a l'Inventari del Patrimoni Arquitectònic de Catalunya.

## Descripció
Construcció cil·líndrica semisubterrània de 8m de diàmetre per 10 d'alçada fins a la clau de la cúpula que la cobreix. En la part aèria s'hi poden observar tres contraforts de 2,10 metres d'alçada per 3 metres de llargada disposats radialment a la banda del riu. A 8 metres del terra del pou, a 1,5 metres de l'arrencada de la volta, hi ha tres obertures de les quals dues estan obertes i la tercera està tapiada amb ciment i té una torreta construïda amb maons. Aquesta torreta té dues bigues horitzontals destinades a aguantar una politja i a fer-hi passar la corda. En època posterior a la de la construcció original, la cúpula ha estat reconstruïda amb maó, mentre la resta de la construcció és de maçoneria.

## Història
Els pous del gel, es construïren i obtingueren la seva major rendibilitat en el decurs dels segles XVII, XVIII i part del XIX quan la fabricació o comercialització del gel representava una bona font d'ingressos. No obstant, durant la primera meitat del segle XX alguns pous continuaren funcionant, malgrat que l'aparició del gel artificial amb l'arribada de l'electricitat i els transports moderns fessin desaparèixer aquest tipus d'indústria. Els últims pous en funcionament ja no comercialitzaven amb els hospitals, mercat, ... de Barcelona, sinó que eren d'ús propi.
Les condicions necessàries per a la construcció d'un pou de glaç, són la proximitat a les vies d comunicació, amb llocs de consum no gaire allunyats i la seva instal·lació en llocs de fortes glaçades i bones aigües. El gel es recollia a l'hivern a les basses o rieres properes al pou. Es tallava en blocs i s'emmagatzemava per capes recobertes de palla, vegetació i gel trossejat dins les poues fins de que l'estiu, segons la demanda, s'anava extraient i transportant dins de sàrries també cobertes de palla i boll.